# Autostrada A57 (Franța)
Autostrada A57, sau A57, este o autostradă franceză care leagă Toulon de Nisa, conectându-se la A8 la Le Cannet-des-Maures.
Având o lungime de 52 km, aceasta este cu taxă începând de la nordul localității Cuers. Din 2015, este administrată integral de compania Escota.
Aceasta are o ramificație, A570, care duce către Hyères.
Autostrada A57 se încadre pe versantul vestic al Masivului Maures între Le Cannet-des-Maures și Cuers, apoi traversează Valea Gapeau, între Cuers și Toulon.
De-a lungul traseului, urbanizarea este în plină expansiune din cauza proximității de Toulon și a gratuității unei părți a autostrăzii, care a fost deliberat integrată în mediul urban pentru a nu afecta câmpurile din jur. Astfel, localitatea Solliès-Pont este împărțită în două de A57.

## Istoric
Declarații de utilitate publică:
- 04.01.1963: Secțiunea Toulon-centru - Le Tombadou (A50 - ieșirea 3) → (RN97Bis)[1].
- 09.08.1967: Secțiunea Le Tombadou - Solliès-Ville (ieșirea 3 - capăt provizoriu)[2][3].
- 09.08.1967: Secțiunea Toulon-centru - Le Tombadou (A50 - ieșirea 3), (preluată din RN97Bis)[4][5].
- 11.07.1966: Secțiunea Cuers-Sud - Cuers-Nord (ieșirile 9 - 10), (declarație prelungită la 21.04.1971[6]) → (RN97)[7].
- 20.11.1978: Secțiunea Solliès-Pont - Cuers-Sud (ieșirile 7 - 9)[8][9].
- 09.12.1978: Secțiunea Solliès-Ville - Solliès-Pont (capăt provizoriu - ieșirea 7), (preluată din RN97)[10].
- 29.07.1988: Secțiunea Cuers-Nord - Le Cannet-des-Maures (ieșirea 10 - A8)[11].
- 29.07.1988: Secțiunea Cuers-Sud - Cuers-Nord (ieșirile 9 - 10), (preluată din RN97)[12].
- 05.12.1989: Nodul rutier parțial Toulon-Benoît Malon (ieșirea 1a).
- 05.12.1989: Secțiunea Toulon-centru - La Palasse (A50 - ieșirea 2), (extindere la 2x3 benzi).
- 27.11.2018: Secțiunea Toulon-centru - Pierre-Ronde (A50 - A570), (extindere la 2x3 benzi + amenajarea unei benzi dedicate autobuzelor în locul benzii de urgență)[13].

Dare în folosință:
- 1964: Secțiunea Solliès-Ville - Solliès-Pont (capăt provizoriu - ieșirea 7) → (RN97).
- 25.12.1964: Secțiunea Toulon-centru - La Palasse (A50 - ieșirea 2) → (RN97Bis).
- 31.12.1964: Secțiunea La Palasse - Le Tombadou (ieșirile 2 - 3) → (RN97Bis).
- 1967: Secțiunea Toulon-centru - Le Tombadou (A50 - ieșirea 3) → (RN97Bis).
- 04.09.1969: Secțiunea Le Tombadou - Les Moulières (ieșirile 3 - 5).
- 1970: Secțiunea Cuers-Sud - Cuers-Nord (prima bandă) (ieșirile 9 - 10) → (RN97).
- 30.04.1975: Secțiunea La Farlède - Solliès-Ville (ieșirea 6 - capăt provizoriu), (prima bandă).
- 18.06.1976: Secțiunea Les Moulières - La Farlède (ieșirile 5 - 6).
- 18.06.1976: Secțiunea La Farlède - Solliès-Ville (ieșirea 6 - capăt provizoriu), (a doua bandă).
- 1978: Secțiunea Solliès-Ville - Solliès-Pont (capăt provizoriu - ieșirea 7), (preluată din RN97).
- 1982: Nodul rutier La Bigue (ieșirea 5).
- 1986: Secțiunea Solliès-Pont - Cuers-Sud (ieșirile 7 - 9).
- 20.12.1991: Secțiunea Cuers-Nord - Le Cannet-des-Maures (ieșirea 10 - A8).
- 1991: Nodul rutier parțial Toulon-Benoît Malon (ieșirea 1a).
- 1991: Secțiunea Toulon-centru - La Palasse (A50 - ieșirea 2), (extindere la 2x3 benzi).
- 28.12.1991: Secțiunea Cuers-Sud - Cuers-Nord (a doua bandă) (ieșirile 9 - 10) → (RN97).
- 1992: Nodul rutier La Bigue (ieșirea 5b), (modificare: conectare cu centrul comercial, eliminarea rampei de intrare).
- 21.02.2001: Nodul rutier parțial Carnoules (ieșirea 11).
- 06.11.2013: Secțiunea La Palasse - Le Tombadou (ieșirile 2 - 3), (extindere la 2x3 benzi, sens Vest-Est).
- 05.05.2017: Secțiunea Le Tombadou - Les Fourches (ieșirile 3 - 4), (extindere la 2x3 benzi, sens Vest-Est).
- 24.09.2024: Secțiunea Le Tombadou - Pierre-Ronde (ieșirea 3 - A570), (extindere la 2x3 benzi, sens Est-Vest).
- 25.11.2024: Secțiunea La Palasse - Le Tombadou (ieșirile 2 - 3), (extindere la 2x3 benzi, sens Vest-Est).
- 25.11.2024: Secțiunea Les Fourches - Pierre-Ronde (ieșirea 4 - A570), (extindere la 2x3 benzi, sens Est-Vest).

## Traseu
| De la tunelul din Toulon (A50) până la ieșirea 10; secțiune gratuită concesionată companiei Escota. | |      |
| | Tunelul Toulon. |      |
| A57                                                                                                 | |      |
| 1/1b - Toulon centre                                                                                | Cartiere deservite: Toulon-centru, Le Port, Cap Brun, La Barentine (nod rutier parțial).                                             |      |
| | Limitare la 70 km/h (sens Fréjus > Toulon).                                                                                          |      |
| 1a - Toulon centre                                                                                  | Cartiere deservite: Toulon-Saint-Jean-du-Var, Cap Brun, La Barentine (nod rutier parțial).                                           |      |
| 2 - La Palasse                                                                                      | Orașe deservite: Carqueiranne, Le Pradet, Toulon-est (nod rutier parțial).                                                           |      |
| | Limitare la 110 km/h (sens Toulon > Fréjus).                                                                                         |      |
| 3 - Le Tombadou                                                                                     | Orașe deservite: Toulon-Est, La Valette-du-Var-Centru, La Valette-du-Var-Coupiane, Centrul spitalicesc Font Pré.                     |      |
| 4 - Les Fourches                                                                                    | Orașe deservite: La Garde, La Valette-du-Var-sud (nod rutier parțial).                                                               |      |
| 5 - La Bigue                                                                                        | Orașe deservite: La Valette-du-Var-Valgora, La Valette-du-Var-nord, Universitate, Centru comercial, La Valette-du-Var-Les Plantades. |      |
| | Zonă de servicii: La Bigue (sens Toulon > Fréjus).                                                                                   |      |
| Intersecție                                                                                         | Nod rutier între A570 și A57: Saint-Tropez, Hyères, Aeroportul Toulon–Hyères, La Garde, Z.I Toulon Est.                              | A570 |
| | Zonă de servicii: La Garde (sens Fréjus > Toulon).                                                                                   |      |
| 6 - La Farlède                                                                                      | Orașe deservite: La Crau, La Farlède.                                                                                                |      |
| 7 - Les Terrins                                                                                     | Orașe deservite: Saint-Maximin-la-Sainte-Baume, Solliès-Toucas, Solliès-Pont, (nod rutier parțial).                                  | RD97 |
| 8 - Sainte-Christine                                                                                | Orașe deservite: Solliès-Pont, Z.A. de la Poulasse, Centru comercial.                                                                | RD97 |
| 9 - Cuers sud                                                                                       | Oraș deservit: Cuers (nod rutier parțial).                                                                                           | RD97 |
| Ieșire                                                                                              | Intrare pe autostradă doar în direcția Toulon. (nod rutier parțial).                                                                 |      |
| 10 - Cuers nord                                                                                     | Oraș deservit: Fréjus, Saint-Raphaël, Draguignan, Le Luc, Brignoles, Puget-Ville, Pierrefeu-du-Var, Cuers.                           | RD97 |
| De la ieșirea 10 până la A8; secțiune cu taxă în sistem închis, concesionată companiei Escota.      | |      |
| | Punctul de taxare Puget-Ville. |      |
| | Zonă de odihnă: Le Suvé du Vent (sens Toulon > Fréjus).                                                                              |      |
| | Zonă de odihnă: Les Lauvets (sens Fréjus > Toulon).                                                                                  |      |
| 11 - Carnoules                                                                                      | Orașe deservite: Gonfaron, Pignans, Carnoules (nod rutier parțial).                                                                  | RD97 |
| | Zone de odihnă: Les Sigues (sens Toulon > Fréjus); Gonfaron (sens Fréjus > Toulon).                                                  |      |
| 13 - Le Cannet-des-Maures                                                                           | Orașe deservite: La Garde-Freinet, Les Arcs, Vidauban, Le Luc, Le Cannet-des-Maures.                                                 | RD7  |
| Intersecție                                                                                         | Nod rutier între A8 și A57: Marsilia, Aix-en-Provence; Nisa, Cannes, Fréjus, Saint-Raphaël, Draguignan.                              | A8   |
| A57                                                                                                 | |      |
| A8 E80                                                                                              | |      |